# ウサギ出血病ウイルス
ウサギ出血病ウイルス（ウサギしゅっけつびょうウイルス、Rabbit haemorrhagic disease virus:RHDV）とはカリシウイルス科ラゴウイルス属のタイプ種。同義語としてウサギカリシウイルス(rabbit calicivirus:RCV)。ウサギ出血病ウイルスはウサギに高い伝染性を有する疾病であるウサギ出血病を引き起こす重要な病原体である。ウサギ出血病ウイルスはウサギにのみ感染し、ウサギの生息数の管理のためにいくつかの国で使用されたことがある。